# Warnitz
Warnitz è una frazione del comune tedesco di Oberuckersee, nel Brandeburgo.

## Storia
Warnitz fu nominata per la prima volta nel 1332.
Il 31 dicembre 2001 il comune di Warnitz venne fuso con i comuni di Blankenburg, Potzlow e Seehausen, formando il nuovo comune di Oberuckersee.